# Mumbil
Mumbil är en ort i Australien. Den ligger i kommunen Dubbo och delstaten New South Wales, i den sydöstra delen av landet, omkring 240 kilometer nordväst om delstatshuvudstaden Sydney. Antalet invånare är 449.
Runt Mumbil är det mycket glesbefolkat, med 2 invånare per kvadratkilometer.. Det finns inga andra samhällen i närheten.
I omgivningarna runt Mumbil växer huvudsakligen savannskog. Genomsnittlig årsnederbörd är 807 millimeter. Den regnigaste månaden är februari, med i genomsnitt 147 mm nederbörd, och den torraste är oktober, med 23 mm nederbörd.